# Плащеницата
„Плащеницата“ (на английски: The Robe) е американски библейски филм от 1953 г. на режисьора Хенри Костър, продуциран е от Франк Рос, сценарият е на Джина Каус, Албърт Малц и Филип Дън, и е базиран на едноименния роман, написан от Лойд Дъглас. Във филма участват Ричард Бъртън, Джийн Симънс, Виктор Матюр и Майкъл Рени. Филмът е пуснат от „Туентиът Сенчъри Фокс“ и е първият филм, който е пуснат на широкоекранния процес CinemaScope.